# Bartuva

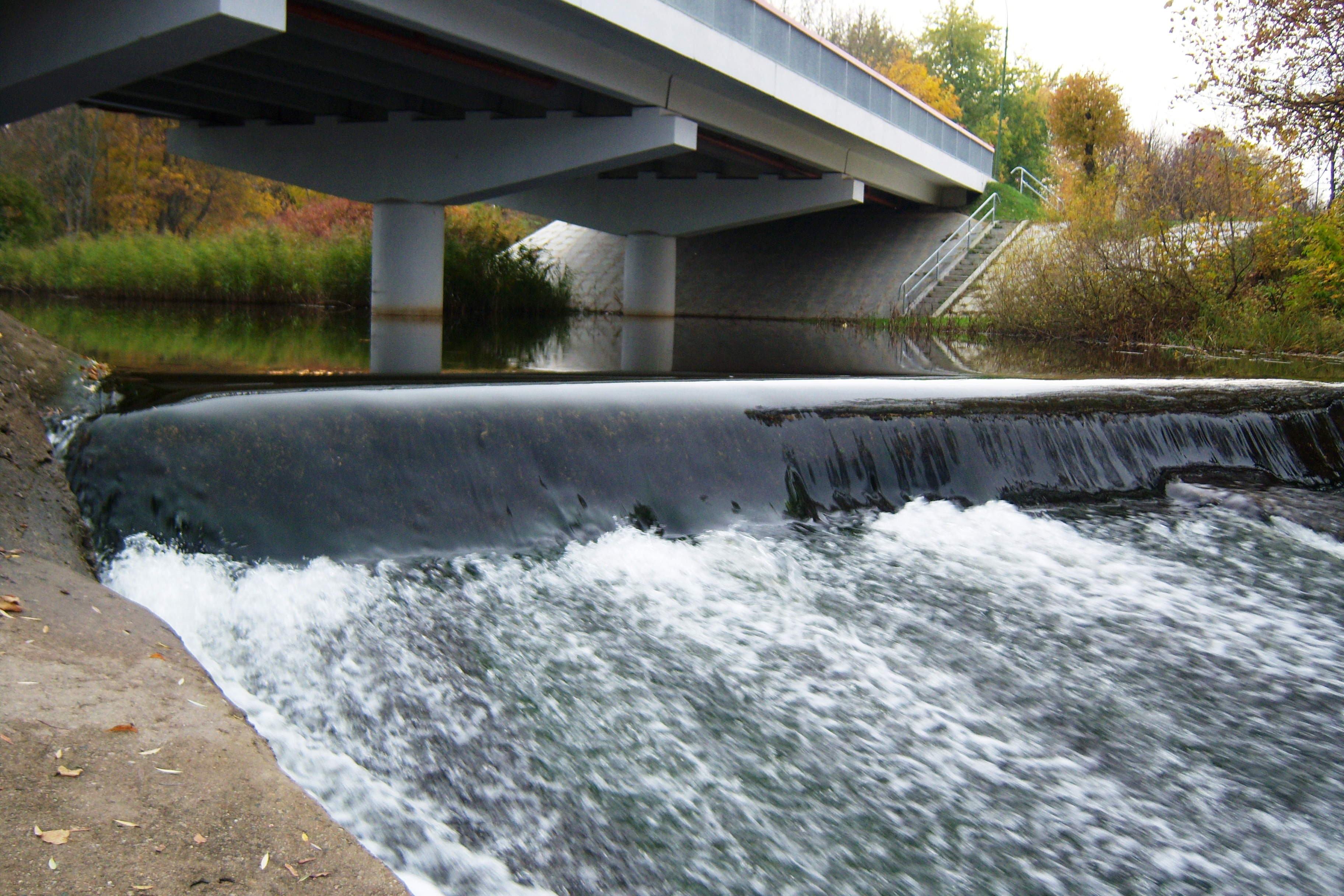
Bartuva v okresním městě Skuodas (most silnice č. 218 do Kretingy

Bartuva (lotyšsky Bārta) je řeka, pramenící na západě Litvy v okrese Plungė (Telšiaiský kraj), v Žemaitsku na Žemaitijské vysočině. Vlévá se do Baltského moře v Lotyšsku u okresního města Liepāja prostřednictvím propojení z jezera jménem Liepājas ezers. Bartuva se vlévá do jižní části tohoto jezera.

## Historie
Dříve se nazývala Bartava.

## Průběh toku
Vytéká z malého jezírka, které je 4 km severoseverozápadně od jezera Plateliai (okres Plungė). Teče zpočátku směrem západoseverozápadním až do města Mosėdis, před kterým protéká Mosėdským rybníkem (56 ha), zde se stáčí směrem severním až do okresního města Skuodas, před kterým protéká rybníkem, jménem Bartuvos tvenkinys (jinak také Skuodo marios (Skuodské moře) rozloha 92 ha), zde se stáčí směrem západoseverozápadním, (vzápětí za Skuodem potíná státní hranici mezi Litvou a Lotyšskem), později se pozvolna stále více stáčí na západ až do města Nīca, kde se stáčí na sever až do jezera jménem Liepājas ezers. Na horním toku je údolí řeky úzké se strmými svahy. Délka toku je 103 km, z toho 56 km v Litvě a 47 km v Lotyšsku. Plocha povodí je celkem 2 020 km², z toho na území Litvy 748 km². Šířka koryta na horním toku je 5–16 m, na dolním toku 20–46 m, hloubka na horním toku je 0,5 –1 m, na dolním toku 1–2 m. Rychlost toku je 0,1–0,3 m/s. Průměrný spád je 2,6 m/km. Průměrný průtok je 22,2 m³/s. Od soutoku s řekou Jēčupe je řeka regulovaná. Mezi přítoky Luoba a Apšė řeka spadá do ichtyologické rezervace Bartuvy. U řeky jsou hydrologické stanice Skuodas a Dukupiai.

## Přítoky
- Levé:
  - (v Litvě):

| Hydrologické pořadí | Řeka      | Délka (km) | Povodí (km²) | Vzdálenost od ústí (km) | Ústí kde          | Koordináty ústí |
| ------------------- | --------- | ---------- | ------------ | ----------------------- | ----------------- | --------------- |
| 20012050            | Eiškūnas  | 16,5       | 36,9         | 75,4                    | rybník v Mosėdisu |                 |
| 20012080            | Erla      | 27,6       | 111,4        | 61,2                    | Puodkaliai        |                 |
| 20012090            | B - 1     | 5,2        | 9,6          | 58,7                    | Kubiliškė         |                 |
|                     | Lankupīte |            |              | ~47                     | Gurstiškė         |                 |

- - (v Lotyšsku): Roļu upe, Sargupe, Naudupe, Jēčupe, Tosele
- pravé:
  - (v Litvě):

| Hydrologické pořadí | Řeka      | Délka (km) | Povodí (km²) | Vzdálenost od ústí (km) | Ústí kde            | Koordináty ústí |
| ------------------- | --------- | ---------- | ------------ | ----------------------- | ------------------- | --------------- |
| 20012020            | B - 6     | 3,7        | 4,0          | 91,8                    |                     |                 |
| 20012050            | Pamakupys | 4,0        | 3,7          | 83,0                    | Žebrokai            |                 |
| 20012040            | B - 4     | 3,6        | 3,6          | 75,7                    |                     |                 |
| 20012060            | B - 2     | 8,2        | 11,7         | 70,9                    |                     |                 |
| 20012070            | Kūlupis   | 7,0        | 11,2         | 66,3                    | Krakės              |                 |
| 20012110            | Luoba     | 52,2       | 353,9        | 48,8                    | Skuodas             |                 |
| 20012170            | Apšė      | 40,3       | 357,1        | 46,0                    | Kanyzelis (Skuodas) |                 |

- - (v Lotyšsku): Vārtāja (délka: 64 km; plocha povodí: 563 km²; vlévá se 35 km od ústí), Elkupīte, Puļķupe, Ķīburu strauts

## Přilehlé obce
Šilktinė, Prialgava, Žebrokai, Šerkšniai, Mosėdis, Krakės, Puodkaliai, Skuodas (v Litvě); Plosti (Bārta), Rumbasgals, Nīca, Liepāja (v Lotyšsku)